# Psilotrichum gracilipes
Psilotrichum gracilipes är en amarantväxtart som beskrevs av John Hutchinson och Eileen Adelaide Bruce. Psilotrichum gracilipes ingår i släktet Psilotrichum och familjen amarantväxter. Inga underarter finns listade i Catalogue of Life.